# انتقال السيادة على ماكاو
حدث انتقال السيادة على ماكاو من البرتغال إلى جمهورية الصين الشعبية في العشرين من ديسمبر عام 1999.
استقر التجار البرتغاليون في ماكاو عام 1535، خلال عهد أسرة مينغ (1368–1644) وخضعت ماكاو بعد ذلك لدرجات مختلفة من الحكم البرتغالي حتى عام 1999. اعتُرف رسميًا بتدخل البرتغال في المنطقة من قبل سلالة تشينغ عام 1749. حاول الحاكم البرتغالي جواو ماريا فيريرا دو أمارال، الذي شجعته حرب الأفيون الأولى ومعاهدة نانكينغ، ضم الإقليم وطرد سلطات سلالة تشينغ عام 1846، لكنه اغتيل. وقعت الحكومة البرتغالية، بعد حرب الأفيون الثانية، مع ممثل بريطاني، معاهدة بكين الصينية البرتغالية التي منحت البرتغال السيادة على ماكاو، بشرط أن تتعاون البرتغال في الجهود المبذولة لإنهاء تهريب الأفيون.
بعد تأسيس جمهورية الصين الشعبية في عام 1949، ونقل مقعد الصين إلى جمهورية الصين الشعبية في الأمم المتحدة في عام 1971، ناشد وزير الخارجية هوانغ هوا لجنة الأمم المتحدة الخاصة المعنية بإنهاء الاستعمار لإزالة ماكاو (وهونغ كونغ) من قائمة المستعمرات، وتفضيل المفاوضات الثنائية التي تنتهي بعودة الإقليم، بدلًا من استقلال الإقليم كما كان مضمنًا من خلال إدراجها في القائمة.
شهدت ثورة القرنفل في عام 1974 استبدال نظام اليمين في البرتغال بإدارة يسار الوسط التي نفذت أجندة تركز على إنهاء استعمار ما تسيطر عليه البرتغال خارج أوروبا. في غضون عام واحد، سحبت حكومة البرتغال قواتها من ماكاو، وسحبت الاعتراف بجمهورية الصين لصالح الجمهورية الشعبية، وبدأت المفاوضات من أجل عودة ماكاو. أسفرت أربعة مؤتمرات من يونيو 1986 إلى مارس 1987 عن إعلان مشترك صيني برتغالي في 13 أبريل 1987 ونقل السيادة في 20 ديسمبر 1999. مُنحت ماكاو درجة عالية من الاستقلال الذاتي والاحتفاظ بنظامها القانوني بموجب قانون ماكاو الأساسي.

## خلفية تاريخية
يعود تاريخ ماكاو إلى عهد أسرة تشين (221-206 قبل الميلاد)، عندما خضعت المنطقة التي تسمى الآن ماكاو تحت حكم مقاطعة بانيو، في محافظة نانهاي (مقاطعة غوانغدونغ حاليًا). وصل البرتغاليون في القرن السادس عشر وأرادوا الحصول على حقوق تثبيت السفن في موانئ ماكاو والقيام بأنشطة تجارية. حوالي 1552-1553، حصلوا على تصريح مؤقت لإقامة حظائر التخزين على الشاطئ، من أجل تجفيف البضائع المنقوعة بمياه البحر؛ سرعان ما بنوا المنازل الحجرية البدائية في جميع أنحاء المنطقة التي تسمى الآن نام فان. في عام 1557، أنشأ البرتغاليون مستوطنة دائمة في ماكاو، يدفعون إيجارًا سنويًا قدره 500 تيل من الفضة كإيجار سنوي. بسبب أنشطة المستوطنين البرتغاليين والووكو اليابانيين، شددت أسرة مينغ سيطرتها على ماكاو بين عامي 1608 و 1614. في عام 1623، عينت الحكومة البرتغالية د. فرانشيسكو ماسكارينهاس حاكمًا لماكاو. في البداية، كان الحاكم مسؤولًا فقط عن الدفاع عن ماكاو، وبُني فورتاليزا دو مونتي لهذا الغرض. في عام 1749، أصدرت حكومة تشينغ مجموعةً كاملة من المبادئ التوجيهية لإدارة البرتغال لماكاو ونقشت النسخة البرتغالية على مسلة في إيديفيكو دو ليال سينادو. ومع ذلك، استولى حاكم ماكاو، ممثل البرتغال، تدريجيًا على سلطة سينادو.
عندما وُقعت معاهدة نانكينغ عام 1842 بين بريطانيا والصين، طلبت الحكومة البرتغالية من حكومة تشينغ إعفائها من مبلغ استئجار الأراضي. رفضت سلطات تشينغ الطلب، لكنها أبقت على الأفضليات التي قدمت بالفعل إلى البرتغال. ومع ذلك، في 20 نوفمبر 1845، أعلنت ماريا الثانية ملكة البرتغال من جانب واحد ماكاو ميناء حرًا ما يعني إلغاء واجب البرتغال في دفع الإيجار الأرضي لحكومة تشينغ ومنح من جانب واحد للسفن التجارية في البلدان الأخرى الحق في الرسو والتجارة بحرية في ماكاو. بعد وصول حاكم ماكاو الجديد، جواو فيريرا دو أمارال عام 1846، فُرضت سلسلة من السياسات الاستعمارية في ماكاو. في أيار 1846، طالب أمارال جميع سكان الصين في ماكاو بدفع إيجار الأرض وضريبة الاقتراع وضريبة الممتلكات، ما وسع الحكم البرتغالي في ماكاو على السكان الصينيين. احتجت سلطات تشينغ في ماكاو على الفور ضد عمل أمارال وحاولت التفاوض. ومع ذلك، ابتداءً من عام 1849، قام أمارال بطرد جميع مسؤولي تشينغ من ماكاو، ودمر مكتب جمارك تشينغ وتوقف عن دفع مبلغ استئجار الأراضي لحكومة تشينغ. أغضبت أفعال أمارال السكان الصينيين بصورة متزايدة، واغتيل في 22 أغسطس 1849.
في عام 1862، وقعت حكومتا البرتغال وتشينغ مسودة ميثاق التجارة السلمي الصيني البرتغالي. ومع ذلك، عزم البرتغاليون ضم ماكاو مع هذه الاتفاقية. اكتُشفت النية وتوقفت المفاوضات. لم يُطرح الموضوع مرةً أخرى حتى عام 1886، عندما فتح الممثل البرتغالي مع الممثل البريطاني، مفاوضات مع حكومة تشينغ مرة أخرى. وعدًا بتعاونهما في مجال مكافحة تهريب الأفيون، وقعت حكومتا تشينغ والبرتغال على معاهدة بكين الصينية البرتغالية واتفاقية العلاقات التجارية السلمية بين الصين والبرتغال. ذكرت هذه الاتفاقيات أن البرتغال، التي وافقت عليها الصين، ستبقى في ماكاو وتُشرف على أراضيها بنفس الطريقة التي تدير بها الأماكن الأخرى الخاضعة لها. ومع ذلك، لتجنب الخسارة الكاملة للسيادة، احتفظت حكومة تشينغ بالحق في منع البرتغال من نقل ماكاو إلى بلد آخر. إذا كانت البرتغال ستنقل ماكاو إلى دولة أخرى، يتطلب الأمر موافقة الحكومة الصينية.
عندما حصلت حكومة جمهورية الصين الشعبية على مقعدها في الأمم المتحدة نتيجة لقرار الجمعية العامة للأمم المتحدة 2758 عام 1971، بدأت باتخاذ إجراءات دبلوماسية لإعادة فرض السيادة الصينية على هونغ كونغ وماكاو. أبدى رئيس مجلس الدولة الصيني تشو إن لاي اهتمامًا خاصًا بهذه القضية. في مارس 1972، كتب هوانغ هوا، ممثل الصين لدى الأمم المتحدة، إلى لجنة الأمم المتحدة لإنهاء الاستعمار لتبيان موقف الحكومة الصينية:
«تنتمي أسئلة هونغ كونغ وماكاو إلى فئة الأسئلة الناتجة عن سلسلة المعاهدات غير المتكافئة التي فرضها الإمبرياليون على الصين. هونغ كونغ وماكاو جزء من الأراضي الصينية التي تحتلها السلطات البريطانية والبرتغالية. إن تسوية مسائل هونغ كونغ وماكاو تندرج كليًا ضمن الحقوق السيادية للصين ولا تدخل على الإطلاق ضمن الفئة العادية للأراضي الاستعمارية. وبالتالي لا ينبغي إدراجها في قائمة الأراضي الاستعمارية المشمولة بالإعلان المتعلق بمنح الاستقلال للأراضي والشعوب المستعمرة. فيما يتعلق بقضايا هونغ كونغ وماكاو، فإن الحكومة الصينية ترى باستمرار أنه ينبغي تسويتها بطريقة مناسبة عندما تكون الظروف سانحة».
في نفس العام، في الثامن من نوفمبر، أصدرت الجمعية العامة للأمم المتحدة قرارًا بإزالة هونغ كونغ وماكاو من القائمة الرسمية للمستعمرات. خلق هذا القرار الظروف للحكومة الصينية لحل قضايا السيادة في هونغ كونغ وماكاو بشكل سلمي.
في 25 أبريل 1974، نظمت مجموعة من الضباط البرتغاليين من ذوي الرتب المنخفضة انقلابًا، أطاحوا بالحكومة اليمينية الحاكمة التي كانت في السلطة لمدة 48 عامًا. بدأت الحكومة الجديدة بالتحويل الديمقراطي للبرتغال وإنهاء استعمار ممتلكاتها الخارجية الباقية. وعدت الحكومة البرتغالية الجديدة بعودة ماكاو إلى الحكم الصيني.
في 31 ديسمبر 1975، سحبت الحكومة البرتغالية قواتها المتبقية من ماكاو. حضر الرئيس أنطونيو رامالو إيانيس إلى اجتماعات الجمعية العامة للأمم المتحدة بعد عام، وناقش مع الممثل الصيني، هوانغ هوا، إقامة العلاقات الدبلوماسية بين البرتغال والصين، وقضايا ماكاو. بعد عامين من المناقشات، قررت الحكومة البرتغالية قطع العلاقات الدبلوماسية مع جمهورية الصين في 8 فبراير 1979، وأقامت علاقات دبلوماسية مع جمهورية الصين الشعبية في اليوم التالي. اعترفت كل من البرتغال وجمهورية الصين الشعبية بأن ماكاو هي أرض صينية خاضعة للإدارة البرتغالية المؤقتة، واتفقتا على أن الوقت المحدد لعودتها والتفاصيل ذات الصلة ستُناقش لاحقًا بين الجانبين.
بعد أن دشنت البرتغال وجمهورية الصين الشعبية العلاقات الدبلوماسية رسميًا، بدأ المسؤولون في البلدين بزيارة بعضهم البعض. في مارس 1980، وافق حاكم ماكاو، نونو فيرياتو تافاريس دي ميلو إجيديو، على دعوة أرسلتها بكين وزار الصين. مع تطور العلاقة بين البرتغال والصين، بدأ رؤساء الدولتين بزيارات متبادلة. في نوفمبر 1984، زار رئيس جمهورية الصين الشعبية، لي شيانيان، البرتغال والتقى برئيس البرتغال، أنطونيو رامالهو إينز، لتبادل الآراء حول قضايا ماكاو. في أيار 1985، عاد إيانيس من زيارته للصين والتقى بالزعيم الفعلي للصين دينغ شياو بينغ، وأعرب عن رغبته في حل قضايا ماكاو بطريقة ودية.
توصلت بريطانيا والصين إلى توافق في الآراء بشأن مسألة سيادة هونغ كونغ، والتي كانت أكثر تعقيدًا في طبيعتها. تضمن الإجماع مسودة الإعلان الصيني البريطاني المشترك. وبالمثل، تطورت العلاقات الصينية البرتغالية بثبات، وحُلت مسألة ماكاو عن طريق التفاوض التدريجي.